# Hilarion de Coste
Le père Hilarion de Coste (né Olivier de Coste à Paris le 6 septembre 1595 et mort à Paris le 22 août 1661) est un religieux français appartenant à l'ordre des Minimes et un écrivain spécialisé dans les biographies.

## Biographie

### Les années de formation
Fils d'Antoine de Coste, issu d'une famille noble du Dauphiné, et de Catherine Chaillou, petite nièce de saint François de Paule, Olivier de Coste est donc un parent lointain du fondateur de l'ordre religieux des Minimes. Suivant l'exemple de son oncle et parrain Olivier Chaillou, il prend l'habit le 21 octobre 1614 puis prononce ses vœux en 1615 (c'est à cette occasion qu'il prend le nom d'Hilarion). C'est au couvent de Nevers qu'il fait la connaissance du père Marin Mersenne, dont il suit les cours de philosophie, puis devient son ami et biographe. De là, il part pour le couvent de Vincennes pour étudier la théologie avec le père Jean Kermarek. Une fois consacré prêtre, il part pour le couvent de Paris où il partage son temps entre la direction des âmes et la rédaction de différents ouvrages, principalement consacrés aux personnes remarquables de son temps ou d'un passé récent.

### Éloges et biographies
Sa volonté de célébrer les vertus féminines dans son ouvrage Eloges et Vies des reynes, princesses, dames et damoiselles illustres en Piété, Courage et Doctrine, qui ont fleury de nostre temps, et du temps de nos Peres, publié en 1630 puis, dans une version enrichie, en 1647, lui vaut cette épigramme de Guillaume Colletet :
Si tu devois ta vie, et ta vertu féconde

Au sexe le plus sage et le plus beau du monde:

Dans tes doctes écrits tu lui rends aujourd'hui

La vie et la vertu que tu reçus de lui'"`UNIQ--ref-0000001D-QINU`"'.

## Ouvrages
- 1625 : Histoire catholique, où sont décrites les vies, faits et actions héroïques et signalées des hommes et dames illustres qui, par leur piété ou sainteté de vie, se sont rendus recommandables dans les XVI et XVIIe siècles
- 1630 [1647] : Eloges et Vies des reynes, princesses, dames et damoiselles illustres en Piété, Courage et Doctrine, qui ont fleury de nostre temps, et du temps de nos Peres. Avec l'explication de leurs Devises, Emblèmes, Hyeroglyphes, et Symboles (Disponible sur Gallica)
- 1643 : Les éloges de nos rois et des enfans de France, qui ont esté Daufins de Viennois, comtes de Valentinois et de Diois (Disponible sur Google Books)
- 1649 : La Vie du R.P. Marin Mersenne theologien, philosophe et mathematicien de l'Ordre des Peres Minimes (Disponible sur Gallica)
- 1655 : Le Portrait en petit de S. François de Paule, instituteur et fondateur de l'ordre des Minimes, ou l'Histoire abrégée de sa vie, de sa mort et de ses miracles (Disponible sur Archive.org)
- 1658 : Le parfait ecclésiastique ou l'histoire de la vie et de la mort de François Le Picart, seigneur d'Atilly et de Villeron, docteur en théologie de la Faculté de Paris, et doyen de Saint Germain de l'Auxerrois : avec les annotations et les preuves tirées de plusieurs bons auteurs, histoires, titres, arrests de la Cour de parlement, et épitaphes : et les éloges de quarante docteurs de la mesme sacrée Faculté (Disponible sur Archive.org)

## Sources